# Amerykańskie Towarzystwo Rakietowe
Amerykańskie Towarzystwo Rakietowe – ang. American Rocket Society (ARS) – towarzystwo powstałe w USA w wyniku zrzeszenia się członków indywidualnych oraz członków zbiorowych zrzeszających przedsiębiorstwa lotnicze i rakietowe. 

## Historia
Zostało założone 4 kwietnia 1930, początkowo pod nazwą American Interplanetary Society, pod którą działało do 6 kwietnia 1934. Stowarzyszenie zajmowało się sprawami rakietnictwa, aeronautyki i astronautyki. Organizowało cykliczne kongresy, na których były wygłaszane referaty w dziedzinie techniki rakietowej oraz z dziedziny astronautyki. Podczas tych kongresów wręczane były nagrody i wyróżnienia za osiągnięcia naukowe. Towarzystwo ARS wydawało czasopismo o tematyce naukowo-technicznej Astronautics, które w 1945 przekształciło się w Journal of the American Rocket Society. 
Głównymi założycielami byli: Edward Pendray, David Lasser, Laurence Manning.
W roku 1963 nastąpiło rozwiązanie towarzystwa, a w jego miejsce utworzono Amerykański Instytut Aeronautyki i Astronautyki.